# Église Viri Galilaei
L'église Viri Galilaei (en grec: ἄνδρες Γαλιλαῖοι) est une église grecque orthodoxe située au nord du mont des Oliviers à Jérusalem et qui appartient au patriarcat orthodoxe de Jérusalem. C'est en ce lieu que s'est tenue en 1964 la rencontre historique entre Paul VI et le patriarche Athénagoras.

## Étymologie
Son nom (Hommes de Galilée) provient de la traduction latine (Vulgate) de l'Évangile selon Luc I, 11. Ce lieu est lié au récit de l'Ascension de Jésus-Christ. Aux vêpres de la fête de l'Ascension étaient chantés les versets suivants:
- Viri Galilæi, quid statis [admiramini] aspicientes in cœlum?
- Hic Jesus, qui assumptus est a vobis in cœlum,
- sic veniet quemadmodum vidistis eum euntem in cœlum[1].

## Architecture
L'église se trouve au sommet nord du mont des Oliviers (810 mètres d'altitude) et au sud-ouest de l'hôpital Augusta Victoria. À droite et à gauche du portail se dressent deux piliers sur lesquels l'on peut lire l'inscription en grec: ΟΙ ΕΝΔΕΚΑ ΜΑΘΗΤΑΙ ΕΠΟΡΕΥΘΗΣΑΝ ΕΙΣ ΤΗΝ ΓΑΛΙΛΑΙΑΝ (Mt 28,16: les onze disciples retournent en Galilée).

## Historique
La tradition identifie le nord du mont Sion comme le lieu de l'Ascension du Christ. Cependant au XVIe siècle le custode franciscain du couvent Saint-Étienne, Boniface de Saint-Étienne, précise: « Le lieu que l'on nomme "Viri Galilæi" l'est ainsi car il se trouve à la place d'un hospice où l'on accueillait des Galiléens ». 
Un lectionnaire géorgien composé entre 450 et 800 précise qu'en ce lieu étaient vénérées autrefois les mémoires de Loth et d'Abraham.
L'exégète bénédictin du IXe siècle, Christian de Stavelot, remarque dans son commentaire de l'Évangile selon Matthieu que tous les lieux de Jérusalem bâtis par des Galiléens étaient nommés « Galilée ». Les Arabes nommaient « Kalilaja » (Galilée) toutes les terres appartenant au patriarcat orthodoxe.

## Source
- (de) Cet article est partiellement ou en totalité issu de l’article de Wikipédia en allemand intitulé « Viri-Galilaei-Kirche » (voir la liste des auteurs).